# بير غوستافسون
بير غوستافسون (بالسويدية: Per Gustafsson)‏ هو لاعب هوكي الجليد سويدي، ولد في 4 يونيو 1970 في Oskarshamn ‏ في السويد.

## وصلات خارجية
- بير غوستافسون على موقع دوري الهوكي الوطني (الإنجليزية)
- بير غوستافسون على موقع EliteProspects.com (الإنجليزية)
- بير غوستافسون على موقع Eurohockey.com (الإنجليزية)
- بير غوستافسون على موقع HockeyDB.com (الإنجليزية)
- بير غوستافسون على موقع Hockey-Reference.com (الإنجليزية)